# 메브의 돌무지

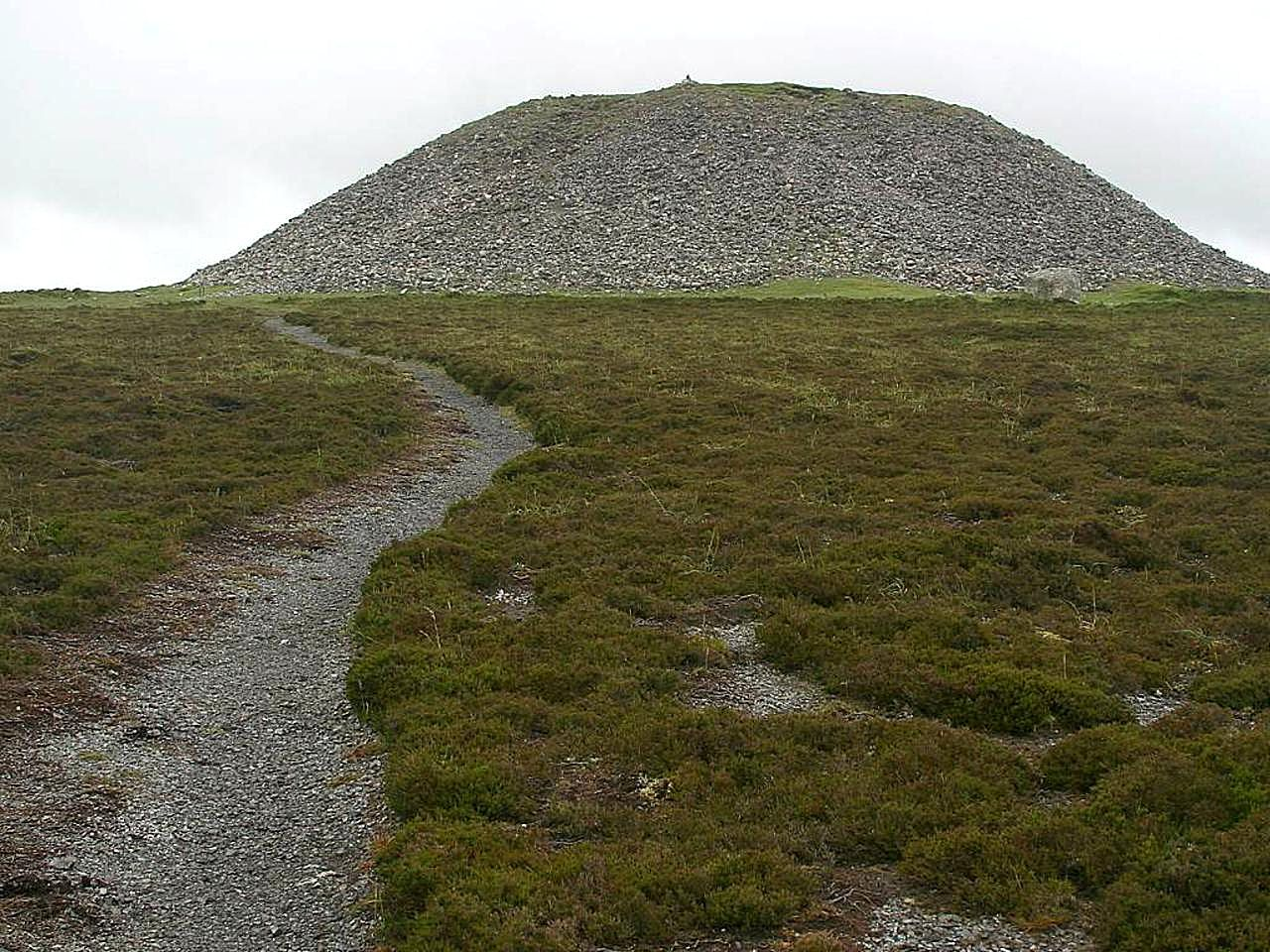

메브의 돌무지(아일랜드어: Miosgán Meadhbha 미스간 메바, 영어: Maeve's Cairn)는 아일랜드 슬라이고주 크녹 너 리어 정상에 위치한 거대한 돌무지다. 신석기 시대의 연도분 위에 돌무지를 쌓아올린 돌무지돌방무덤으로 추정된다. 미스주의 브루 너 보너 고분군을 제외하면 아일랜드섬 최대 규모의 돌무지다. 크녹 너 리어는 높이 300여미터에 정상이 고원처럼 평탄한 야산인데, 돌무지가 너무 커서 산의 스카이라인에서 툭 튀어나와 보인다.

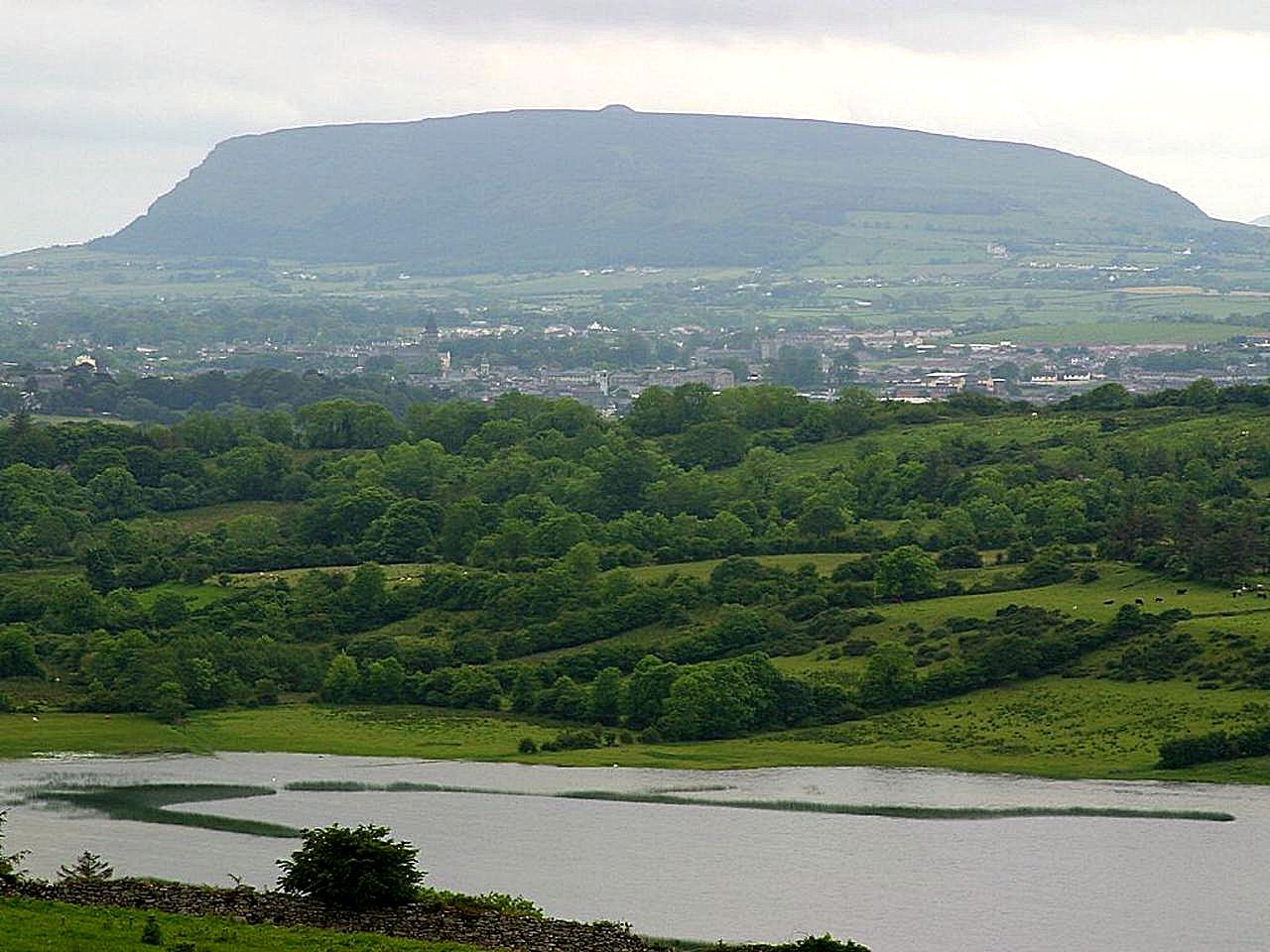
남쪽 디어파크에서 바라본 크녹 너 리어.

직경이 55 미터, 높이 10 미터이며  꼭대기는 평평하다.  북쪽 사면에는 호분석을 여러 개 놓았다. 축조된 시기는 기원전 3000년경으로 추정한다. 이 돌무지에서 서쪽으로 좀 떨어진 곳에 커다랗게 움푹 패인 곳이 있는데, 이 곳의 돌을 캐내서 돌무지를 만든 것이라고 추정된다.
아일랜드의 국립기념물 제153호로 보호되는 유적이다. 하지만 최근 등산객들이 돌무지 위를 오르내리고 돌을 주워가서 훼손이 심해지고 있다. 고고학자들은 돌무지 훼손이 심해지면 그 아래에 묻힌 무덤 본체도 불안정해질 것이라고 우려한다.
이름의 메브란 얼스터 신화에 나오는 코나크타의 여왕으로, 고대의 주권여신이 인간화된 존재로 여겨진다.